# Zębata Turnia
Zębata Turnia (słow. Zubatá vežička, niem. Jordánturm, węg. Jordán-torony) – niewielka turnia znajdująca się pomiędzy Durnym Szczytem a Łomnicą, w długiej południowo-wschodniej grani Wyżniego Baraniego Zwornika w słowackiej części Tatr Wysokich. Od Durnej Turniczki na północnym zachodzie oddziela ją Zębata Szczerbina, a od Pośledniej Turni na południowym wschodzie siodło Wyżniej Pośledniej Przełączki.

## Topografia
Od wierzchołka Zębatej Turni na południe, do górnej części Wielkiego Łomnickiego Ogrodu w Dolinie Małej Zimnej Wody, opada złożony system żeber, filarów i grzęd. Od zachodu ogranicza go żlebek spadający spod Zębatej Szczerbiny i Klimkowy Żleb, natomiast od wschodu – Żleb Breuera spadający spod Wyżniej Pośledniej Przełączki oraz dolna część Żlebu Chmielowskiego. Można wyróżnić dwa rzędy żeber – górny i dolny.
W górnym rzędzie położone są (kolejno od góry):
- Wyżni Zębaty Przechód,
- Wyżni Zębaty Kopiniak,
- Pośredni Zębaty Przechód,
- Pośredni Zębaty Kopiniak,
- Niżni Zębaty Przechód,
- Niżni Zębaty Kopiniak[2].

W dolnym rzędzie wyróżnia się kolejno od góry następujące obiekty:
- Wyżni Klimkowy Przechód,
- Klimkowy Kopiniak,
- Niżni Klimkowy Przechód,
- Klimkowy Kopiniaczek,
- Kozia Grzęda[2].

Ponadto w stokach wyróżnia się Niżni Zimny Upłaz (pomiędzy dolną częścią Klimkowego Żlebu i Kozią Grzędą) oraz Wyżni Zimny Upłaz (pomiędzy Klimkowym Kopiniakiem a Pośrednim Zębatym Kopiniakiem).
Na Zębatą Turnię nie prowadzą żadne znakowane szlaki turystyczne, dostępna jest jedynie dla taterników. Najdogodniejsze drogi dla nich prowadzą na nią granią od sąsiednich przełęczy. Przez Pośredni Zębaty Przechód wiedzie Droga Jordána na Łomnicę.

## Historia i nazewnictwo
Pierwsze wejścia turystyczne:
- letnie – Károly Jordán i Johann Franz senior, 10 lipca 1900 r.,
- zimowe – nieznane[2].

Polska i słowacka nazwa Zębatej Turni pochodzi od jej kształtu. Nazwy niemiecka i węgierska zostały nadane ku czci Károlya Jordána – wybitnego węgierskiego taternika i pierwszego zdobywcy tej turni.